# Steinbach, Thüringen
Steinbach är en kommun i Landkreis Eichsfeld i förbundslandet Thüringen i Tyskland.
Kommunen ingår i förvaltningsområdet Leinetal tillsammans med kommunerna Bodenrode-Westhausen, Geisleden, Glasehausen, Heuthen, Hohes Kreuz, Reinholterode och Wingerode.